# КК Партизан сезона 2010/11.
КК Партизан сезона 2010/11. обухвата све резултате и остале информације везане за наступ Партизана у сезони 2010/11. и то у следећим такмичењима: Евролига, Јадранска лига, Суперлига Србије и Куп Радивоја Кораћа.
Од ове сезоне место главног тренера КК Партизан је преузео Влада Јовановић, након што је претходно Душко Вујошевић након девет година напустио клуб и преузео московски ЦСКА. Партизан је у овој сезони освојио три трофеја - Куп Радивоја Кораћа, Јадранску лигу и Суперлигу Србију док је у Евролиги стигао до Топ 16 фазе. КК Партизан је у овој сезони одиграо 67 утакмица и забележио 47 победа и 20 пораза.

## Промене у саставу

### Дошли
| Датум               | Играч               | Претходни клуб        | Напомене              |
| ------------------- | ------------------- | --------------------- | --------------------- |
| лето 2010.          | Немања Јарамаз      | Мега Визура           | повратак са позајмице |
| 28. јун 2010.       | Драган Милосављевић | Раднички Крагујевац   | трогодишњи уговор     |
| 5. јул 2010.        | Јака Клобучар       | Унион Олимпија        | трогодишњи уговор     |
| 12. јул 2010.       | Рашко Катић         | Хемофарм              | једногодишњи уговор   |
| 18. август 2010.    | Нејтан Џавај        | Минесота тимбервулвси | једногодишњи уговор   |
| 17. септембар 2010. | Богдан Богдановић   | Житко баскет          | вишегодишњи уговор    |
| 14. октобар 2010.   | Оливер Лафајет      | Бостон селтикси       | једногодишњи уговор   |
| 28. октобар 2010.   | Џејмс Гист          | Локомотива Кубањ      | једногодишњи уговор   |
| 28. новембар 2010.  | Кертис Џерелс       | Остин тороси          | једногодишњи уговор   |
| 7. март 2011.       | Никола Пешаковић    | Борац Чачак           | четворогодишњи уговор |

### Отишли
| 7. јул 2010.                 | Славко Вранеш       | УНИКС Казањ         | —                                  |
| 25. јул 2010.                | Бо Мекејлеб         | Монтепаски Сијена   | —                                  |
| 28. јул 2010.                | Лоренс Робертс      | Ефес Пилсен         | —                                  |
| 30. јул 2010.                | Алекс Марић         | Панатинаикос        | —                                  |
| 1. август 2010.              | Дарко Балабан       | Црвена звезда       | —                                  |
| 18. септембар 2010.          | Александар Рашић    | Трабзонспор         | —                                  |
| 26. септембар 2010.          | Страхиња Милошевић  | Црвена звезда       | —                                  |
| 28. октобар 2010.            | Стефан Синовец      | Металац             | —                                  |
| Одласци играча у току сезоне |                     |                     |                                    |
| 25. октобар 2010.            | Сава Лешић          | Црвена звезда       | споразумни раскид уговора          |
| 27. новембар 2010.           | Оливер Лафајет      | Форт Вејн мед антси | споразумни раскид уговора          |
| 16. март 2011.               | Јака Клобучар       | Унион Олимпија      | споразумни раскид уговора          |
| Играчи упућени на позајмице  |                     |                     |                                    |
| 23. новембар 2010.           | Александар Митровић | Будућност           | позајмица до краја сезоне 2010/11. |
| 16. март 2011.               | Александар Митровић | Мега Визура         | позајмица до краја сезоне 2010/11. |
| 16. март 2011.               | Бранислав Ђекић     | Мега Визура         | позајмица до краја сезоне 2010/11. |

## Играчи
Сви играчи који су наступали за клуб у сезони 2010/11.
| Број   | Број   | Позиција              | Име                 | Националност              | Напомене |
| ------ | ------ | --------------------- | ------------------- | ------------------------- | --- |
| 4      | 4      | бек                   | Никола Пешаковић    | Србија                    | Потписао уговор 7. марта 2011. Наступио на само три меча, и то у Суперлиги                                                                |
| 4      | 4      | плејмејкер            | Оливер Лафајет      | Сједињене Америчке Државе | Отпуштен 27. новембра 2010. |
| 5      | 5      | плејмејкер            | Кертис Џерелс       | Сједињене Америчке Државе | Потписао уговор 27. новембра 2010. као замена за Лафајета                                                                                 |
| 7      | 7      | бек                   | Душан Кецман        | Србија                    | |
| 8      | 8      | бек                   | Јака Клобучар       | Словенија                 | Споразумно раскинуо сарадњу са клубом 16. марта 2011.                                                                                     |
| 8      | 8      | крило                 | Марко Јошило        | Србија                    | Одиграо само два меча у сезони, и то током Суперлиге                                                                                      |
| 10     | 10     | бек                   | Немања Јарамаз      | Србија                    | |
| 11     | 11     | крило                 | Владимир Лучић      | Србија                    | |
| 12     | 12     | бек                   | Драган Милосављевић | Србија                    | |
| 13     | 13     | бек                   | Богдан Богдановић   | Србија                    | |
| 14     | 14     | центар                | Рашко Катић         | Србија                    | |
| 15     | 15     | центар                | Нејтан Џаваи        | Аустралија                | |
| 16     | 16     | крилни центар         | Сава Лешић          | Србија                    | Одиграо четири утакмице на почетку сезоне, да би 19. новембра 2010. прешао у Црвену звезду                                                |
| 18     | 18     | центар                | Немања Бешовић      | Србија                    | |
| 19     | 19     | бек                   | Александар Митровић | Србија                    | Одиграо четири меча на почетку сезоне, да би 23. новембра био позајмљен Будућности а 16. марта је поново позајмљен овога пута Мега Визури |
| 20     | 20     | плејмејкер            | Петар Божић         | Србија                    | Капитен. |
| 21     | 21     | крилни центар         | Џејмс Гист          | Сједињене Америчке Државе | Потписао уговор 28. октобра 2010. |
| 24     | 24     | крило / крилни центар | Јан Весели          | Чешка                     | |
| 31     | 31     | крилни центар         | Бранислав Ђекић     | Србија                    | 16. марта 2011. позајмљен Мега Визури до краја сезоне                                                                                     |
| Тренер | Тренер | Тренер                | Владе Јовановић     | Србија                    | |

## Јадранска лига

### Резултати
| Датум         | Меч                 | Меч | Меч                 | Резултат |
| ------------- | ------------------- | --- | ------------------- | -------- |
| 9. 10. 2010.  | Партизан            | -   | Будућност           | 78:79    |
| 13. 10. 2010. | Партизан            | -   | Хемофарм            | 77:66    |
| 16. 10. 2010. | Широки              | -   | Партизан            | 86:79    |
| 24. 10. 2010. | Партизан            | -   | Цедевита            | 80:72    |
| 31. 10. 2010. | Унион Олимпија      | -   | Партизан            | 75:73    |
| 6. 11. 2010.  | Партизан            | -   | Загреб              | 84:64    |
| 13. 11. 2010. | Нимбурк             | -   | Партизан            | 73:69    |
| 21. 11. 2010. | Партизан            | -   | Црвена звезда       | 99:68    |
| 27. 11. 2010. | Раднички Крагујевац | -   | Партизан            | 89:85    |
| 5. 12. 2010.  | Партизан            | -   | Игокеа              | 77:72    |
| 12. 12. 2010. | Задар               | -   | Партизан            | 91:88    |
| 18. 12. 2010. | Партизан            | -   | Крка                | 75:50    |
| 28. 12. 2010. | Цибона              | -   | Партизан            | 55:85    |
| 7. 1. 2011.   | Будућност           | -   | Партизан            | 61:65    |
| 10. 1. 2011.  | Хемофарм            | -   | Партизан            | 64:71    |
| 13. 1. 2010.  | Партизан            | -   | Широки              | 93:43    |
| 16. 1. 2011.  | Цедевита            | -   | Партизан            | 88:84    |
| 22. 1. 2011.  | Партизан            | -   | Унион Олимпија      | 61:50    |
| 30. 1. 2011.  | Загреб              | -   | Партизан            | 69:77    |
| 6. 2. 2011.   | Партизан            | -   | Нимбурк             | 86:75    |
| 20. 2. 2011.  | Црвена звезда       | -   | Партизан            | 68:76    |
| 27. 2. 2011.  | Партизан            | -   | Раднички Крагујевац | 80:64    |
| 6. 3. 2011.   | Игокеа              | -   | Партизан            | 88:86    |
| 9. 3. 2011.   | Партизан            | -   | Задар               | 85:50    |
| 12. 3. 2011.  | Крка                | -   | Партизан            | 62:72    |
| 15. 3. 2011.  | Партизан            | -   | Цибона              | 89:74    |

### Табела
|    | Тим             | Игр. | Поб. | Изг. | П+   | П-   | П+/- | Бод |
| -- | --------------- | ---- | ---- | ---- | ---- | ---- | ---- | --- |
| 1. | Партизан мт:с   | 26   | 18   | 8    | 2074 | 1796 | 278  | 44  |
| 2. | Унион Олимпија  | 26   | 17   | 9    | 2005 | 1881 | 124  | 43  |
| 3. | Крка            | 26   | 17   | 9    | 1996 | 1867 | 129  | 43  |
| 4. | Будућност м:тел | 26   | 15   | 11   | 2009 | 1927 | 82   | 41  |

Легенда:

### Фајнал-фор
Завршни турнир четворице у сезони 2010/11. је одржан од 19. до 21. априла 2011. у Арени Стожице у Љубљани. На завршном турниру су учествовали Унион Олимпија и Крка из Словеније, као и Партизан мт:с из Србије и Будућност м:тел из Црне Горе.

#### Полуфинале
| 19. 4. 2011. 18:15 | Извештај | Партизан мт:с                                               | 62 : 58 | Будућност м:тел                     | Арена Стожице, Љубљана Гледаоци: 4.000 Судије: Дубравко Мухвић (ХРВ), Сашо Пукл (СЛО), Матеј Болтаузер (СЛО) |  |
| 19. 4. 2011. 18:15 | Извештај | Четвртине: 14-16, 16-13, 7-16, 25-13                        |         |                                     | Арена Стожице, Љубљана Гледаоци: 4.000 Судије: Дубравко Мухвић (ХРВ), Сашо Пукл (СЛО), Матеј Болтаузер (СЛО) |  |
| 19. 4. 2011. 18:15 | Извештај | Поени: Џерелс, Катић 13 Скокови: Гист 6 Асистенције: Гист 2 |         | Симоновић 14 Симоновић 8 Каџиулис 3 | Арена Стожице, Љубљана Гледаоци: 4.000 Судије: Дубравко Мухвић (ХРВ), Сашо Пукл (СЛО), Матеј Болтаузер (СЛО) |  |

#### Финале
| 21. 4. 2011. 20:45 | Извештај | Партизан мт:с                                                          | 77 : 74 | Унион Олимпија                            | Арена Стожице, Љубљана Гледаоци: 12.000 Судије: Срђан Дожаи (СЛО), Сретен Радовић (ХРВ), Синиша Херцег (ХРВ) |  |
| 21. 4. 2011. 20:45 | Извештај | Четвртине: 26-23, 17-16, 22-19, 12-16                                  |         |                                           | Арена Стожице, Љубљана Гледаоци: 12.000 Судије: Срђан Дожаи (СЛО), Сретен Радовић (ХРВ), Синиша Херцег (ХРВ) |  |
| 21. 4. 2011. 20:45 | Извештај | Поени: Џерелс 20 Скокови: Џавај, Весели 6 Асистенције: Лучић, Кецман 2 |         | Илиевски 15 Јагодник 7 Ожболт, Илиевски 3 | Арена Стожице, Љубљана Гледаоци: 12.000 Судије: Срђан Дожаи (СЛО), Сретен Радовић (ХРВ), Синиша Херцег (ХРВ) |  |

| Првак Јадранске лиге 2010/11. |
| ----------------------------- |
| Партизан 5. титула            |

## Евролига

### Прва фаза „Топ 24“
Прва фаза играла се од 18. октобра до 23. децембра 2010.

#### Резултати
| Датум         | Меч             | Меч | Меч             | Резултат |
| ------------- | --------------- | --- | --------------- | -------- |
| 21. 10. 2010. | Жалгирис        | -   | Партизан        | 73:62    |
| 27. 10. 2010. | Партизан        | -   | Химки           | 72:68    |
| 4. 11. 2010.  | Партизан        | -   | Макаби Тел Авив | 54:67    |
| 10. 11. 2010. | Асеко Проком    | -   | Партизан        | 62:69    |
| 17. 11. 2010. | Партизан        | -   | Каха Лаборал    | 74:71    |
| 25. 11. 2010. | Партизан        | -   | Жалгирис        | 68:62    |
| 1. 12. 2010.  | Химки           | -   | Партизан        | 92:65    |
| 9. 12. 2010.  | Макаби Тел Авив | -   | Партизан        | 76:62    |
| 15. 12. 2010. | Партизан        | -   | Асеко Проком    | 61:59    |
| 23. 12. 2010. | Каха Лаборал    | -   | Партизан        | 87:71    |

#### Табела
|    | Екипа              | Игр. | Поб. | Изг. | П+  | П-  | П+/- | Тај-брек  |
| -- | ------------------ | ---- | ---- | ---- | --- | --- | ---- | --------- |
| 1. | Макаби Тел Авив    | 10   | 9    | 1    | 799 | 700 | +99  |           |
| 2. | Каха Лаборал       | 10   | 5    | 5    | 809 | 784 | +25  | 2-2 (+15) |
| 3. | Жалгирис           | 10   | 5    | 5    | 762 | 765 | -3   | 2-2 (+3)  |
| 4. | Партизан           | 10   | 5    | 5    | 658 | 717 | -59  | 2-2 (-18) |
| 5. | Химки              | 10   | 4    | 6    | 764 | 753 | +11  | 1-3 (-2)  |
| 6. | Асеко Проком Гдиња | 10   | 2    | 8    | 689 | 762 | -73  |           |

| Прва четири у свакој групи пролазе у „Tоп 16“ |
| Елиминисани                                   |

### Друга фаза „Топ 16“
Друга фаза играла се од 19. јануара до 3. марта 2011.

#### Резултати
| Датум        | Меч               | Меч | Меч               | Резултат |
| ------------ | ----------------- | --- | ----------------- | -------- |
| 19. 1. 2011. | Реал Мадрид       | -   | Партизан          | 78:58    |
| 26. 1. 2011. | Партизан          | -   | Ефес Пилсен       | 76:79    |
| 3. 2. 2011.  | Партизан          | -   | Монтепаски Сијена | 58:66    |
| 16. 2. 2011. | Монтепаски Сијена | -   | Партизан          | 77:74    |
| 24. 2. 2011. | Партизан          | -   | Реал Мадрид       | 56:61    |
| 3. 3. 2011.  | Ефес Пилсен       | -   | Партизан          | 65:67    |

#### Табела
|    | Екипа             | Игр. | Поб. | Изг. | П+  | П-  | П+/- | Тај-брек |
| -- | ----------------- | ---- | ---- | ---- | --- | --- | ---- | -------- |
| 1. | Реал Мадрид       | 6    | 5    | 1    | 460 | 423 | +37  |          |
| 2. | Монтепаски Сијена | 6    | 4    | 2    | 452 | 423 | +29  |          |
| 3. | Ефес Пилсен       | 6    | 2    | 4    | 426 | 455 | -29  |          |
| 4. | Партизан          | 6    | 1    | 5    | 389 | 426 | -37  |          |

| Прва два у свакој групи пролазе у четвртфинале |
| Елиминисани                                    |

## Куп Радивоја Кораћа
Куп Радивоја Кораћа је 2011. године одржан по пети пут као национални кошаркашки куп Србије. Домаћин завршног турнира био је Железник у периоду од 9. до 12. фебруара 2011, а сви мечеви су одиграни у дворани у Железнику.

### Четвртфинале
| 10. 2. 2011. 20:30 |                                       | Партизан mt:s | 80 : 65 | Мега Визура | Дворана Железник, Београд |  |
| 10. 2. 2011. 20:30 | Четвртине: 11-19, 32-13, 21-22, 16-10 |               |         |             | Дворана Железник, Београд |  |

### Полуфинале
| 11. 2. 2011. 20:30 |                                                               | Партизан mt:s | 81 : 76                                    | Раднички Крагујевац | Дворана Железник, Београд Гледаоци: 1000 Судије: Илија Белошевић, Марко Јурас, Саша Маричић |  |
| 11. 2. 2011. 20:30 | Четвртине: 25-32, 18-18, 18-18, 20-8                          |               |                                            |                     | Дворана Железник, Београд Гледаоци: 1000 Судије: Илија Белошевић, Марко Јурас, Саша Маричић |  |
| 11. 2. 2011. 20:30 | Поени: Гист 15 Скокови: Милосављевић 10 Асистенције: Џерелс 5 |               | Марковић 21 Мајкл Ли 9 Марковић, Алексић 7 |                     | Дворана Железник, Београд Гледаоци: 1000 Судије: Илија Белошевић, Марко Јурас, Саша Маричић |  |

### Финале
| 12. 2. 2011. 20:00 |                                                      | ФМП Железник | 73 : 77              | Партизан mt:s | Дворана Железник, Београд Гледаоци: 2.500 Судије: Илија Белошевић, Милија Војиновић, Марко Јурас |  |
| 12. 2. 2011. 20:00 | Четвртине: 22-12, 16-17, 19-22, 16-26                |              |                      |               | Дворана Железник, Београд Гледаоци: 2.500 Судије: Илија Белошевић, Милија Војиновић, Марко Јурас |  |
| 12. 2. 2011. 20:00 | Поени: Илић 17 Скокови: Илић 11 Асистенције: Човић 5 |              | Џерелс 20 Весели 9 ? |               | Дворана Железник, Београд Гледаоци: 2.500 Судије: Илија Белошевић, Милија Војиновић, Марко Јурас |  |

| Освајач Купа Радивоја Кораћа 2011. |
| ---------------------------------- |
| Партизан 4. титула.                |

## Суперлига Србије

### Резултати
| Датум        | Меч                 | Меч | Меч                 | Резултат |
| ------------ | ------------------- | --- | ------------------- | -------- |
| 23. 3. 2011. | Партизан            | -   | Металац             | 78:67    |
| 26. 3. 2011. | ФМП                 | -   | Партизан            | 67:76    |
| 30. 3. 2011. | Партизан            | -   | Раднички Крагујевац | 91:96    |
| 2. 4. 2011.  | ОКК Београд         | -   | Партизан            | 72:85    |
| 5. 4. 2011.  | Партизан            | -   | Црвена звезда       | 118:77   |
| 9. 4. 2011.  | Партизан            | -   | Мега Визура         | 100:82   |
| 12. 4. 2011. | Хемофарм            | -   | Партизан            | 76:90    |
| 27. 4. 2011. | Партизан            | -   | ФМП                 | 78:62    |
| 3. 5. 2011.  | Раднички Крагујевац | -   | Партизан            | 74:76    |
| 7. 5. 2011.  | Металац             | -   | Партизан            | 66:73    |
| 10. 5. 2011. | Партизан            | -   | ОКК Београд         | 84:56    |
| 13. 5. 2011. | Црвена звезда       | -   | Партизан            | 92:95    |
| 17. 5. 2011. | Мега Визура         | -   | Партизан            | 68:80    |
| 20. 5. 2011. | Партизан            | -   | Хемофарм            | 85:66    |

### Табела
|   | Тим                 | Игр. | Поб. | Изг. | П+   | П-   | П+/- | Бод |
| - | ------------------- | ---- | ---- | ---- | ---- | ---- | ---- | --- |
| 1 | Партизан mt:s       | 14   | 13   | 1    | 1209 | 1021 | +188 | 27  |
| 2 | Хемофарм            | 14   | 10   | 4    | 1132 | 1067 | +65  | 24  |
| 3 | Раднички Крагујевац | 14   | 8    | 6    | 1160 | 1117 | +43  | 22  |
| 4 | ФМП Железник        | 14   | 6    | 8    | 1153 | 1151 | +2   | 20  |
| 5 | Црвена звезда       | 14   | 6    | 8    | 1226 | 1249 | -23  | 20  |
| 6 | Металац             | 14   | 6    | 8    | 1089 | 1115 | -26  | 20  |
| 7 | ОКК Београд         | 14   | 4    | 10   | 1049 | 1175 | -126 | 18  |
| 8 | Мега Визура         | 14   | 3    | 11   | 1068 | 1191 | -123 | 17  |

Легенда:

### Разигравање за титулу

#### Полуфинале
| 24. 5. 2011. 20:00 | Извештај | Партизан mt:s                                            | 100 : 71 | ФМП Железник                            | Хала Пионир, Београд Судије: Бранислав Мрдак, Владимир Весковић, Миодраг Личина |  |
| 24. 5. 2011. 20:00 | Извештај | Четвртине: 27-20, 26-20, 26-16, 21-15                    |          |                                         | Хала Пионир, Београд Судије: Бранислав Мрдак, Владимир Весковић, Миодраг Личина |  |
| 24. 5. 2011. 20:00 | Извештај | Поени: Весели 16 Скокови: Весели 6 Асистенције: Џерелс 9 |          | Радивојевић 19 Смиљанић 5 Радивојевић 7 | Хала Пионир, Београд Судије: Бранислав Мрдак, Владимир Весковић, Миодраг Личина |  |

| 26. 5. 2011. 18:00 | Извештај | ФМП Железник                                                 | 84 : 75 | Партизан mt:s                  | Дворана Железник, Београд Судије: Милија Војиновић, Урош Обркнежевић, Милорад Милојковић |  |
| 26. 5. 2011. 18:00 | Извештај | Четвртине: 12-21, 30-24, 17-20, 25-10                        |         |                                | Дворана Железник, Београд Судије: Милија Војиновић, Урош Обркнежевић, Милорад Милојковић |  |
| 26. 5. 2011. 18:00 | Извештај | Поени: Човић 18 Скокови: Боумен 6 Асистенције: Човић, Илић 3 |         | Катић 19 Гист 9 Џерелс, Гист 3 | Дворана Железник, Београд Судије: Милија Војиновић, Урош Обркнежевић, Милорад Милојковић |  |

| 28. 5. 2011. 18:00 | Извештај | Партизан mt:s                                         | 98 : 68 | ФМП Железник                         | Хала Пионир, Београд Судије: Марко Јурас, Миливоје Јовчић, Иван Стефановић |  |
| 28. 5. 2011. 18:00 | Извештај | Четвртине: 35-10, 15-19, 27-22, 21-17                 |         |                                      | Хала Пионир, Београд Судије: Марко Јурас, Миливоје Јовчић, Иван Стефановић |  |
| 28. 5. 2011. 18:00 | Извештај | Поени: Гист 19 Скокови: Гист 11 Асистенције: Џерелс 6 |         | Радивојевић 17 4 играча 5 3 играча 3 | Хала Пионир, Београд Судије: Марко Јурас, Миливоје Јовчић, Иван Стефановић |  |

#### Финале
| 1. 6. 2011. 20:00 | Извештај | Партизан mt:s                                            | 85 : 60 | Хемофарм                          | Хала Пионир, Београд Гледаоци: 4.500 Судије: Драган Нешковић, Марко Јурас, Часлав Чукаловић |  |
| 1. 6. 2011. 20:00 | Извештај | Четвртине: 22-12, 27-16, 19-18, 17-14                    |         |                                   | Хала Пионир, Београд Гледаоци: 4.500 Судије: Драган Нешковић, Марко Јурас, Часлав Чукаловић |  |
| 1. 6. 2011. 20:00 | Извештај | Поени: 3 играча 13 Скокови: Гист 9 Асистенције: Џерелс 5 |         | Павковић 12 Савовић 13 Павковић 5 | Хала Пионир, Београд Гледаоци: 4.500 Судије: Драган Нешковић, Марко Јурас, Часлав Чукаловић |  |

| 5. 6. 2011. 20:00 | Извештај | Хемофарм                                                                                | 83 : 89 | Партизан mt:s               | Центар Миленијум, Вршац Гледаоци: 3.000 Судије: Милија Војиновић, Миливоје Јовчић, Бранислав Мрдак |  |
| 5. 6. 2011. 20:00 | Извештај | Четвртине: 22-18, 26-21, 16-29, 19-21                                                   |         |                             | Центар Миленијум, Вршац Гледаоци: 3.000 Судије: Милија Војиновић, Миливоје Јовчић, Бранислав Мрдак |  |
| 5. 6. 2011. 20:00 | Извештај | Поени: Божовић, Јеремић 16 Скокови: Савовић, Јеремић 5 Асистенције: Павковић, Јеремић 6 |         | Џерелс 28 Џерелс 6 Кецман 9 | Центар Миленијум, Вршац Гледаоци: 3.000 Судије: Милија Војиновић, Миливоје Јовчић, Бранислав Мрдак |  |

| 8. 6. 2011. 20:00 | Извештај | Партизан mt:s                                          | 86 : 69 | Хемофарм                         | Хала Пионир, Београд Гледаоци: 8.150 Судије: Илија Белошевић, Урош Обркнежевић, Саша Маричић |  |
| 8. 6. 2011. 20:00 | Извештај | Четвртине: 14-14, 23-16, 28-21, 21-18                  |         |                                  | Хала Пионир, Београд Гледаоци: 8.150 Судије: Илија Белошевић, Урош Обркнежевић, Саша Маричић |  |
| 8. 6. 2011. 20:00 | Извештај | Поени: Џерелс 24 Скокови: Гист 8 Асистенције: Кецман 7 |         | Јеремић 18 Божовић 10 Павковић 4 | Хала Пионир, Београд Гледаоци: 8.150 Судије: Илија Белошевић, Урош Обркнежевић, Саша Маричић |  |

| Првак Суперлиге Србије у кошарци 2010/11. |
| ----------------------------------------- |
| Партизан 5. титула.                       |

## Појединачне награде
- Најкориснији играч финала Купа Радивоја Кораћа 2011:
  -  Џејмс Гист[25]
- Најкориснији играч финалне серије Суперлиге Србије 2010/11:
  -  Кертис Џерелс[26]